# Aeroblus
Aeroblus fue un supergrupo formado por Pappo, Alejandro Medina y Rolando Castello Junior a fines de 1976, cuyo estilo fluctuaba entre el Hard Rock y el Heavy Metal. Aunque el grupo tuvo una efímera vida, llegaron a grabar un álbum, Aeroblus.
La banda adoptó el formato de power trio y contaba con un sonido más pesado que Pappo's Blues, el anterior proyecto de Pappo, llegando a atmósferas oscuras y densas como las del grupo Black Sabbath, por lo que fue un antecedente de lo que después sería Riff. Aeroblus fue una banda considerada por muchos como demasiada adelantada a su época, y las dificultades y presiones de la dictadura gobernante entre 1976 a 1983, especialmente para tocar un sonido tan pesado como el suyo, provocaron que se separara antes de siquiera cumplir un año: Pappo volvió a Pappo's Blues, Medina siguió con su carrera solista, y Castelo volvió a Brasil.
En 2012 con motivo de sus 35 años, hubo una reunión con todos los integrantes excepto Pappo que falleció en 2005, quien tomó su lugar como invitado para ese concierto fue el músico Gustavo Nápoli.

## Historia
Luego de disolver Pappo's Blues, Pappo y Alejandro Medina (bajista de Manal y de Billy Bond y La Pesada del Rock and Roll) deciden formar un nuevo grupo, pero ante la falta de un baterista adecuado, viajan a Brasil en su búsqueda y dan con Rolando Castello Junior para formar el trío Aeroblus  hacia fines de 1976, con quien ensayan en su país hasta que deciden trasladarse a Buenos Aires.
Debutaron el 6 de enero de 1977 en el Teatro Premier de Buenos Aires con una serie de conciertos que recibieron críticas negativas por su "falta de ensayo", problema que fue resuelto rápidamente.
Así fue como Aeroblus logró editar su único trabajo. La tardanza en la edición del disco, más la presión que realizaba la policía en esos años en Argentina en plena dictadura gobernante, hicieron que Rolando Castello Junior decidiera volver y quedarse en Brasil. Ya en 1978, Pappo nuevamente junto a Medina reflotan Aeroblus, incorporando a Claudio Pesavento en teclados y sin Castello, que es reemplazado por Gonzalo Farrugia. El grupo se presenta en Mar del Plata tocando temas del disco y algunos nuevos, pero no prospera a pesar de las buenas críticas de la época, y Pappo decide nuevamente volver con Pappo's Blues.

## Citas
Pappo's Blues es tres o cuatro tonos y fuerza, polenta, garra y un desafío para ver quién tiene más calentura. Aeroblus, en cambio, es más musical y nos dedicamos más a la música.
Pappo, 1977.

Aeroblus en esa época era una banda muy pesada, aparte había una situación social en Argentina que estábamos rodeados siempre. Estaba la guardia de infantería, los tipos que ponían bombas, persecución etc...
Alejandro Medina.

... Por lo tanto ese fue el fin de Aeroblus y no las constantes idas y venidas de Pappo con Pappo's Blues como se ha escrito a veces, cuando los chicos se dieron cuenta de que yo no volvería dada la situación que atravesaba el país por la dictadura, intentaron seguir con Gonzalo Farrugia en la batería, lo que me llenó de orgullo, por que el Pelado era mi baterista preferido en Argentina...
Rolando Castello Junior.

## Homenaje
En mayo de 2012 Aeroblus cumplió treinta y cinco años. En los años 2010 y 2011 fue homenajeado tanto en Argentina como en Brasil por distintas bandas y músicos: el 28 de mayo de 2010, Alejandro Medina realizó un concierto tributo en 'El teatro' de Flores junto al vocalista Chizzo del grupo La Renga en guitarra en reemplazo del fallecido Pappo y el mismo Rolando Castello Junior. en batería venido especialmente desde Brasil para la ocasión, a treinta y tres años de haberse editado el álbum en 1977.

## Integrantes
- Pappo: Guitarra y voz.
- Alejandro Medina: Bajo y voz.
- Rolando Castello Junior: Percusión.

## Discografía

### Álbumes de estudio
| Año  | Álbum    | Discográfica |
| ---- | -------- | ------------ |
| 1977 | Aeroblus | Philips      |

### Álbumes compilatorios
| Año  | Álbum                                                       | Discográfica         |
| ---- | ----------------------------------------------------------- | -------------------- |
| 2022 | Archivos secretos - Capturados vivos en Buenos Aires - 1977 | Laser Disc Argentina |

### Citas
1. 1 2  Aeroblus La Historia del Rock.
2. ↑   «AEROBLUS - Un poco de historia». Consultado el 6 de septiembre de 2024.
3. ↑  Aeroblus Archivado el 19 de agosto de 2016 en Wayback Machine. Fuente original revista Pelo noviembre de 1977.